# Hevessy Sári
Hevessy Sári (Gímes, 1897. január 19. – Nyitra, 1981. július 28.) tanítónő, költő, pedagógiai szakíró, főiskolai oktató.

## Élete
Apja, Hevessy István, gímesi körjegyző volt. Gyermekkorát részben már Nyitrán töltötte. 1915-től és a két világháború között a nagyfalusi (Berencs) iskolában tanított, melynek 1929-től igazgatónője lett. Magántanórákat is adott. A helyi népművelés terén színdarabokat rendezett. 1942-ben a helyi magyar iskolát megszüntették, ezért Csitárra helyezték át. A magyar iskolák újranyitását követően Nyitragerencsérre került és az 1950-es években Pogrányba. A Nyitrai Pedagógia Kar Pedagógia Tanszékén dolgozott, módszertannal foglalkozott. A nyitrai temetőben nyugszik.
Bekapcsolódott az akkori nyitrai magyar irodalmi és kulturális életbe. Versei főként a helyi lapokban, például a Nyitramegyei Szemlében, a Nemzeti Kultúra és Népakaratban, a Nyitravármegyében, a Magyar Családban és az Esti Ujságban jelentek meg.
Javarészt Nagyfalun írta regionális értékű munkáit. Verseit és prózáját közölte az 1935-ben megjelent Nyitrai írók könyve és a Magyar Album. Önálló verseskötetében 30 verset sorakoztatott fel. A Sárbilincsben volt a Híd könyvsorozat egyetlen verseskötete. Állandó visszatérő témája az elmúlás, a falu fojtó magánya, a pártában maradt leány keserűsége, a nagyváros csillogásától, irodalmi és kulturális életétől elzárt költő nosztalgiája, a tanítói hivatás örömei és keservei.

## Művei
- Sárbilincsben. Versek; Risnyovszky, Nyitra, 1936 (A Híd könyvsorozata)
- Magyar olvasókönyv és nyelvtan a csehszlovákiai általános műveltséget nyújtó, magyar tannyelvű iskolák 5. évf. számára; Slovenské Pedagogické Nakladatelstvo, Bratislava, 1955
- Olvasókönyv a kilencéves alapiskolák 5. osztálya számára; Slovenské Pedagogické Nakladatelstvo, Bratislava, 1972 (tsz. Mács József–Mikus Sándor)